# Dans ces histoires...
Albums de Maxime Le Forestier
Les Rendez-vous manqués Les Jours meilleurs
Singles
1. Grand match de blues à Mineville
Sortie : 26 octobre 1981 (promotionnel)[1]
2. Raconte-moi
Sortie : 26 octobre 1981 (promotionnel)[2]

Dans ces histoires… est un album studio de Maxime Le Forestier, sorti en 1981.

## Listes des chansons
| No  | Titre                                            | Auteur                                   | Durée |
| --- | ------------------------------------------------ | ---------------------------------------- | ----- |
| 1.  | Raconte-moi                                      | Kernoa / Maxime Le Forestier             |       |
| 2.  | L'Homme à tête de loup                           | Maxime Le Forestier / Jean Schultheis    |       |
| 3.  | Les Trois Sirènes et le Miroir                   | Maxime Le Forestier / François Cousineau |       |
| 4.  | L'Enfant et l'Étang                              | Kernoa / Gérard Kawczynski               |       |
| 5.  | Courant d'air                                    | Maxime Le Forestier / Gérard Kawczynski  |       |
| 6.  | La Petite Vieille de Saint-Petersbourg           | Maxime Le Forestier                      |       |
| 7.  | Berceuse triste                                  | Maxime Le Forestier                      |       |
| 8.  | Grand match de blues à Mineville                 | Maxime Le Forestier / Jean Schultheis    |       |
| 9.  | Le Fermier, le Dompteur, le Président et l'Autre | Kernoa / Maxime Le Forestier             |       |
| 10. | Dans ces histoires...                            | Maxime Le Forestier / Gérard Kawczynski  |       |